# Kościół Santa Maria della Porta w Maceracie
Kościół Santa Maria della Porta w Maceracie (wł. Chiesa di S. Maria della Porta) − pochodząca z XI-XIII w. świątynia katolicka w Maceracie we Włoszech.
Kościół znajduje się przy skrzyżowaniu Piaggia della Torre schodzącej stromo od strony Piazza della Libertà z Via Santa Maria Porta.

## Historia
Wyróżnia się trzy okresy powstawania budowli: XI w., XII w. oraz XIII w. Ostatni etap związany jest z działalnością średniowiecznego bractwa flagelantów. W 1811 kościół był używany jako magazyn wojskowy. Budowla posiada dwie kondygnacje, z których dolna, do której wchodzi się od strony Piaggii della Torre, nie ma charakteru sakralnego. Dolna kondygnacja ma wystrój romański, górna zaś gotycki (odrestaurowane w XX wieku).
W dolnej kondygnacji znajdują się XIV-wieczne freski przedstawiające Karmiącą Matkę Bożą, św. Krzysztofa oraz św. Łucję. W górnym kościele znajdują się obrazy: Wniebowzięcie NMP (Domenico Corvi), Św. Antoni z Padwy (Giovanni Baglione) oraz tempery Giuseppe Ferrantiego i Antonio Pianiego.